# Болден, Элизабет
Элизабет «Лиззи» Болден (в девичестве Джонс, англ. Elizabeth "Lizzy" Bolden; 15 августа 1890 — 11 декабря 2006) — американская долгожительница, рекордсмен Книги рекордов Гиннесса как старейший житель планеты с 27 августа 2006 по момент смерти. Входит в двадцатку старейших полностью верифицированных людей планеты, за всю её историю.

## Биография
Элизабет Джонс родилась в 1890 в городе Сомервилл, штат Теннесси, в семье освобожденных рабов. Она вышла замуж за Льюиса Болдена приблизительно в 1908 году, и их первый ребёнок, сын Эзелл, родился 21 сентября 1909. Всю трудовую жизнь занималась преимущественно фермерским трудом.
Внук долгожительницы, Джон Болден, рассказывал вскоре после её кончины:

«Она всегда была ориентирована на семью, давала хорошие советы, и к ней прислушивались. Она была труженицей, большую часть жизни занималась фермерским трудом»

Вскоре после смерти мужа в 1950 году, она переехала в дом престарелых города Мемфиса, штата Теннесси, где и прожила до самой своей смерти. В последние годы жизни, силы все чаще оставляли долгожительницу, она с трудом говорила и большую часть времени спала. Родственники Элизабет считали её неспособной к общению и просили, чтобы внимание СМИ (такое как интервью и посещения) было ограничено. В то время, когда Болден являлась старейшим человеком планеты, она редко появлялась на публике.
Скончалась долгожительница в доме престарелых города Мемфиса, 11 декабря 2006 года, в возрасте 116 лет и 118 дней. После её смерти, звание старейшего жителя планеты перешло к 115-летнему пуэрториканцу Эмилиано Меркадо дель Торо, который продержал его немногим больше месяца.

## Семья
В 1908 году, Элизабет Джонс вышла замуж за Льюиса Болдена (ум. 1950), от этого брака у неё родилось семеро детей. Только двое из детей долгожительницы пережили свою мать — 89-летняя Эстер Рхоудс и 86-летняя Мейми Бриттмон. Кроме того, на момент её 116-го дня рождения, у Элизабет Болден было 40 внуков, 75 правнуков, 150 праправнуков, 220 прапраправнуков и 75 прапрапраправнуков.

## Рекорды долголетия
- 30 августа 2005 года она была ошибочно определена как старейшая жительница Земли, но впоследствии статус был присвоен Марие Эстер де Каповилье.
- 27 августа 2006 года, после смерти эквадорской долгожительницы Марии Эстер де Каповильи, Лиззи Болден стала старейшим человеком планеты во второй раз. Это было официально подтверждено 17 сентября 2006 года представителями Книги рекордов Гиннесса.
- В июле 2006 года, Элизабет Болден вошла в десятку старейших людей планеты, за всю её историю. C момента её смерти в возрасте 116 лет и 118 дней, до 2011 года она была восьмой по счёту в этом списке.
- После исключения из списка супердолгожителей Сигэтиё Идзуми в 2011 году Элизабет Болден стала седьмой из старейших верифицированных людей (а также женщин), живших когда-либо.
- Элизабет стала последним в истории полностью верифицированным человеком, родившимся в 1890 году.